# パンノキ
パンノキ（パンの木、麺麭の木、麪果樹、学名: Artocarpus altilis）はクワ科パンノキ属の常緑高木。属名はギリシア語のパン（artos）と果実（karpos）からなる。無核種はタネナシパンノキ（英:Breadfruit tree）、有核種はタネパンノキ（英:Breadnut tree）、グアテマラではマサパン（マルチパン）と呼ばれる。
原種はニューギニアとマルク諸島、フィリピン原産の Artocarpus camansi 、オーストロネシア祖族の移動により栽培化した植物（英語）のひとつでオセアニアに拡散したと考えられる。植民地時代にさらに世界の熱帯の地域に持ち込まれた。イギリスとフランスの航海士によりポリネシア原産の無核種が複数、カリブ海の島々に移入されたのは18世紀後半である。今日では栽培する国は南アジアから東南アジア、大洋州、カリブ海から中央アメリカ、アフリカに至る90ヵ国ほどである。英名ブレッドフルーツは、ほどよく熟した実を調理したときの焼きたての穀物のパンのような触感と、じゃがいもに似ている風味が由来とされる。
パンノキの栽培は熱帯地域でも中央アメリカの低地から南アメリカの北部で広範に見られ、実を主食にする文化は多く、また木材としてその軽さと堅牢さからアウトリガーや船舶の用材、家屋の建材に活用されてきた。
同族異種にニューギニア、マルク諸島、フィリピン原産で有核種のArtocarpus camansi（タネパンノキ breadnut）、フィリピン原産のArtocarpus blancoi (tipolo または antipolo) 、ミクロネシアに起源があるArtocarpus mariannensis (dugdug) があり、いずれも「パンノキ」と呼ばれることがある。またパラミツ（ジャックフルーツ）は同属異種である。
2025年4月、西アフリカ・ギニアビサウのカンタニェス国立公園で、野生のチンパンジーが「酒盛り」のようにアルコール発酵した大きな果実を分け合って食べているのが初めて撮影された。この果実はパンノキと同じクワ科で、学名が「トレクリア・アフリカーナ」と呼ばれる。熟すと枝から地面に落ちて発酵が進む。

## 歴史
DNA鑑定を使った研究によりパンノキの有核種の野生の原種は、ニューギニアおよびマルク諸島、フィリピンに固有のタネアリパンノキ (en:Artocarpus camansi ) と解明した。3,000年前、もともとこの種が生息しなかったミクロネシア、メラネシア、ポリネシアに船に載せて持ち込んだのはオーストロネシアの航海者で、カヌー植物 canoe plants に含まれる。現代では、熱帯地方の湿度の高い地域で広く栽培されている。
タネアリパンノキ A. camansi はポリネシアで栽培した人々が品種改良を行った結果、ほぼ無核の Artocarpus altilis が盛んに生える。ミクロネシアで見られるパンノキは在来種の Artocarpus mariannensis との交雑が観察され、ポリネシアおよびメラネシアに固有種のパンノキには雑種がほぼ見られない。このことからミクロネシアはポリネシアおよびメラネシアとは別ルートで人間が進出し、2つのルートがのちにミクロネシア東部で接触したと想定される。
18世紀末にイギリスのウィリアム・ブライによって、黒人奴隷の食料として西インド諸島に導入された。太平洋側から大西洋上の島々への導入には18世紀半ばから世紀末のエピソードがある。植物学者のジョゼフ・バンクス卿他は1769年にジェームズ・クック船長率いる HMS エンデバー号の探検に参加してタヒチに駐在したとき、パンノキを生産量の多い食糧植物として見出した。このときバンクスは、タヒチの人々は畑を耕さずにパンノキの果実をもいで食べていると、その安楽な暮らしぶりを報告した。この報告は大英帝国植民地ジャマイカのサトウキビなどのプランテーション経営者たちにも伝わった。18世紀後半は、天候や政治的な理由から奴隷用の安くてエネルギー価の高い食料源の需要が高まり、カリブ海の島々で大英帝国植民地の管理者や農園主らがこぞって求めた。サトウキビ栽培用の土地を確保した上で、奴隷の主食となるプランテインやヤムイモに代わり、育てやすいパンノキは理想的な植物となった。王立協会会長としてバンクスは懸賞金と記念メダルを用意し、新しい品種探しに応じるようプラントハンターに呼びかけるとともに、艦船の提供を政府とイギリス海軍本部の知人に働きかける。ロビー活動が功をなし軍の遠征が決まると、1787年、大英帝国政府からウィリアム・ブライが HMS バウンティ号遠征隊長に任命され、タヒチがある南太平洋へ植物採集に出発する。ブライは1791年には第2次探検隊の プロビデンス号と HMS アシスタント号を率いるとタヒチで無核種の小さなパンノキ数百本を採取して積みこみ、大西洋へ運んで奴隷貿易の中継点セントヘレナ島に移植させ、1893年に栽培地はカリブ海のサンビセンテ島ならびに西インド諸島ジャマイカ島に拡大していく。しかし、この頃にはジャマイカの奴隷たちは再びプランテインやヤムイモ食べるようになり、数少ない自己主張の手段として果実をつけるようになったパンノキを食べることを拒んだ。王立協会からメダルを授与されたブライだが、新しい食糧は奴隷の口に合わず受け入れられなかったことから、新種導入が成功したとは言えない。
当初は全くの不人気であったパンノキであったが、1962年にジャマイカが大英帝国から独立すると、パンノキは植民地のイメージから脱却し、ジャマイカの料理文化とバーベキュー文化の中心的な存在になった。現在もパンノキは熱帯の発展途上国に配られていて、世界の食糧安全保障を支えている。

## 特徴

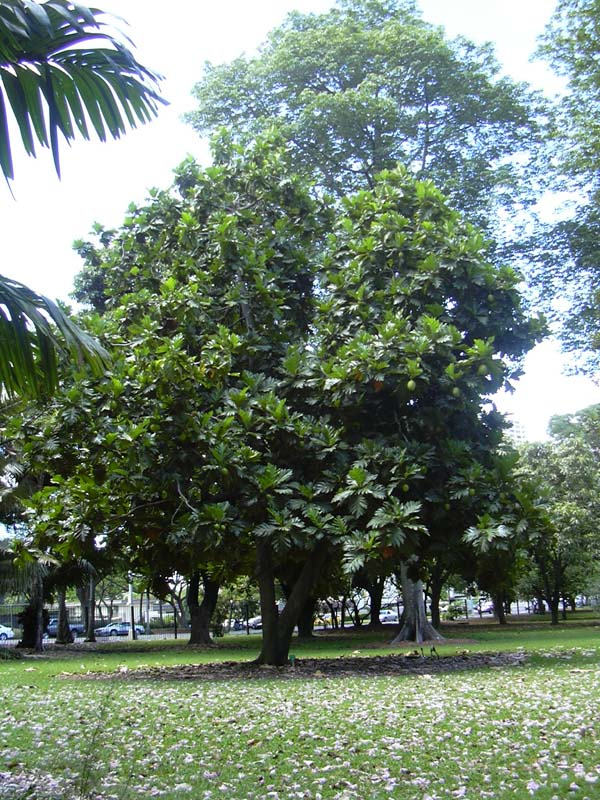
パンノキ (ハワイ州ホノルル)

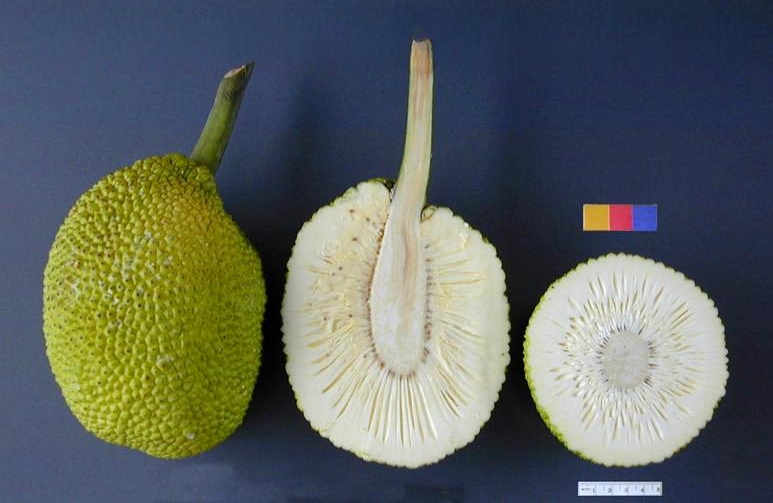
左から右へ：果実の外見、縦に割った断面、横に割った面。

ポリネシア原産。木は高さ15メートル (m) ほど、最も高いと25 m超に達し。幹は灰褐色でがっしりしていおり、大きな樹冠を作る。分厚い葉は暗緑色で大きく、7 - 9裂の掌状で深く切れ込む。木の本体や未熟な果実に傷をつけると、ゴム質の白い樹液（乳液）が出てくる。
雌雄異花。雄花序、雌花序ともにスポンジ質の芯に数千個の小花がついた形で、雄花序は棍棒状で、雌花序は球形をしている。雄花よりわずかに遅れて開く雌花は 偽花 をなし、開花後の3日間のみ受粉する。受粉の媒介は主にオオコウモリが担い、栽培種は媒介者がなくても受粉する。雌花は融合して、食用に適した多肉質の果実になる。
果実はパンの実、またはブレッドフルーツとも呼ばれ、直径10 - 30センチメートル (cm) の球形から卵形で、明るい緑色から熟すと黄色っぽくなる。枝先に2 - 3個ずつ着生し、成木からは年間50 - 200個が得られる。実は花被がふくらんだ偽果で、果皮は薄くて堅く、果皮表面をおおう四角形から七角形の突起は1,500–2,000点もの花の名残で、滑らかなものや棘のあるものがある。実の表面にある小さな突起の中に多くの痩果がある。
同属異種のタネアリパンノキから自然選択により無核種ができたという説もある。本種 A. altilis と比べると小さな突起の先端がやや鋭く種子が多い。また本種の外見はジャックフルーツ (Artocarpus heterophyllus) とよく似ている。Artocarpus mariannensis は実が細長く果肉の黄色が濃いことと、掌状の葉の切れ込みが浅い点が特徴である。
変種は数百、栽培する国と地域が90ほどあり、一般名は数千にのぼる。交配で作出された種なしの品種もある。

## 栽培
種子は蒔いても発芽しないか、発芽しても育たない。根萌芽では増えないため、挿し木で増やす必要があり、温暖多雨な気候条件が揃っていれば順調に生育していく。パンノキは、最も1本単位の収量が多い食用植物の1つである。挿し木から3年後で実をつけはじめ、やがて1シーズンで200個、合計0.5トンほどの果実が収穫できるようになる。栽培の手間がほとんどかからず、人間が行うことは果実の収穫と、ミバエがたかってドロドロの塊にならないように風で落ちた果実を片付ける程度である。
南太平洋の収穫は平均して年に50～150個、通常は球形かやや細長く重さは0.25–6 kg。収量は降雨量に左右される。バルバドスで調査したところ合理的な収量は1ヘクタール単位16–32ショートトン（6.5–12.9 ショートトン/エーカー）という結果が示された。品種の選択を重ねた無核種と、種子まで食べられる有核種の栽培も続く。一般に#分根で増やす。

### 生育条件
パンノキは赤道の低地に生育し標高は650メートル (2,130 ft) が最も適するものの1,550メートル (5,090 ft) に生える例もある。土壌の条件は中性からややアルカリ性 (pH6.1–7.4) 、土性は砂、砂質ローム土、ローム土または砂と粘土まじりのローム土が適する。また風化サンゴ coral sand でも生息し塩分を含む土壌に強い。熱帯気候にのみ適応し、気温16–38 °C (61–100 °F)、年間降水量200–250 cm (80–100 in) が必要。

## 栄養
パンの実は水分71%、炭水化物27%、タンパク質1%を含み、脂肪分は看過できる程度（表を参照）。生のパンの実はビタミンCが豊富で（DV 〈1日摂取量〉 の35％） 、ビタミンB1とカリウムを中程度含む（DV10％）。

## 用途

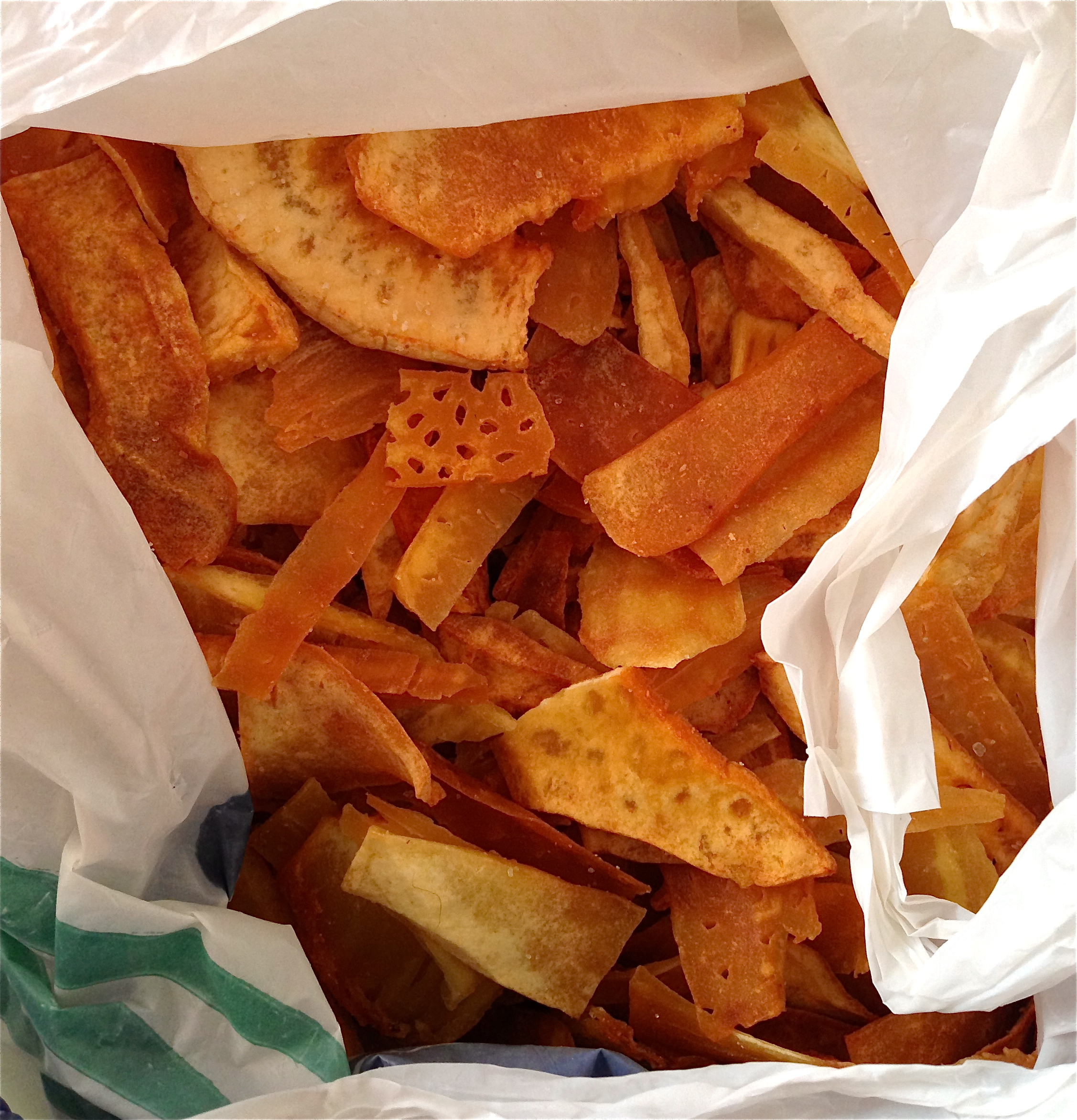
切って素揚げにする

葉が大きく、よく茂ることから、熱帯地方では日陰樹として公園や庭園、また街路樹として植えられる。幹から根まで含まれる樹脂 は船の防水に用いる。果実はオセアニアの主要な食糧であり、ポリネシア諸国やハワイ、ジャマイカで食されている。果肉は乳白色か薄黄色でデンプンを豊富に含み、蒸し焼きや丸焼き、あるいは薄切りにして焼いて食べられる。名前に反して用途と味はジャガイモに似ており、強いて言えば香りと質感はパンに似ている。
また火で乾かしてビスケット状にし、貯蔵する。なお、果肉を葉で包んで土に埋め、発酵させてから食用にする処理方法もある。これによって長期保存が可能となる。

### 食用

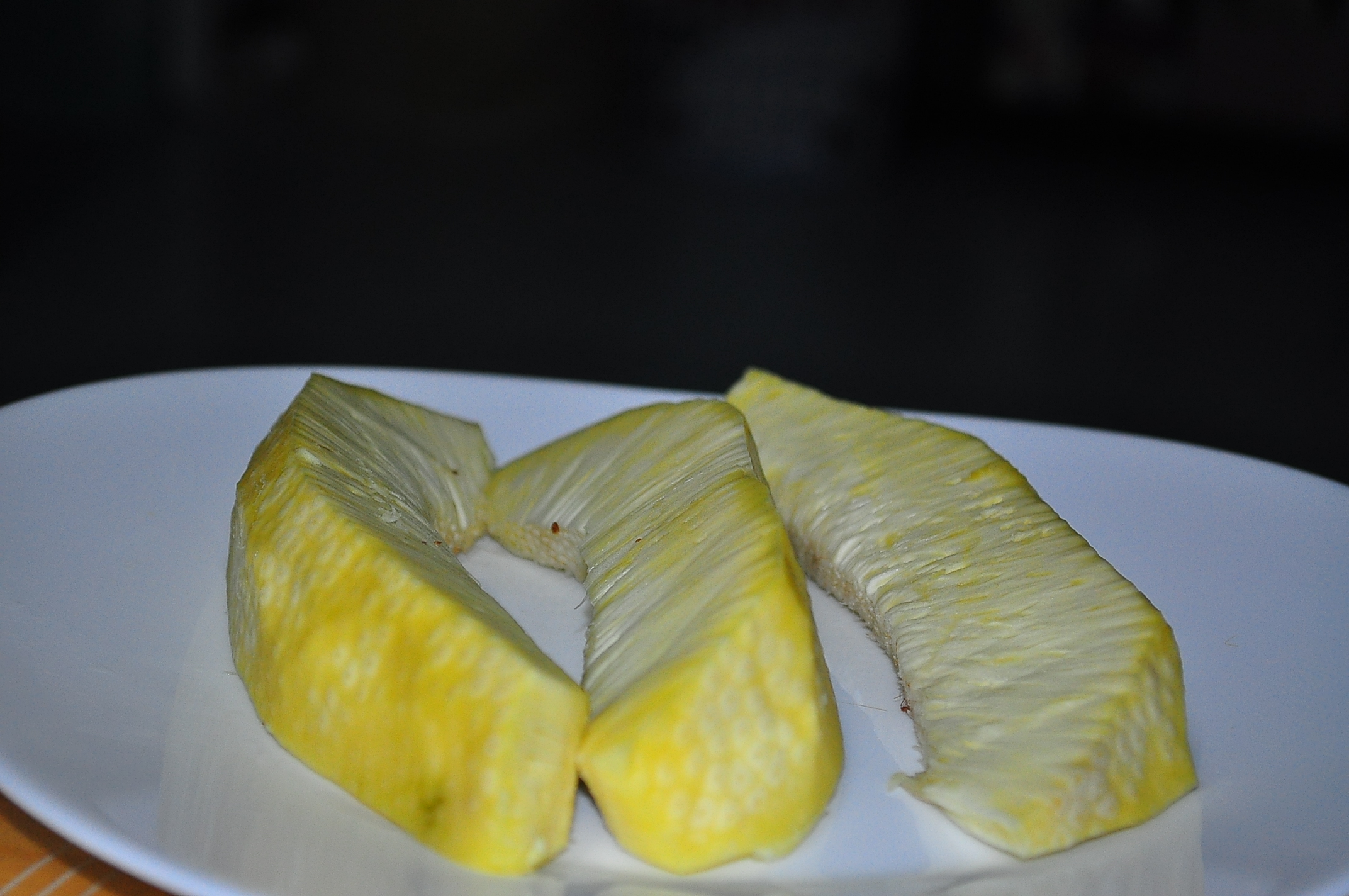
フィリピン料理用に切って調理の下ごしらえをしたパンノキ (kolo)

パンノキの実は広く熱帯地域で主食にする。パンノキはほとんどの品種が年間を通じて果実を付け、熟した実と未熟な実のどちらも料理に用いる。未熟な実は調理してから食する。調理法はあぶり焼き、オーブン焼き、素揚げまたは煮物で、適度に熟した実は風味がジャガイモまたは焼きたての小麦粉のパンに似ていると表現される。
またでんぷんが形成されていない未熟なものを生食すると糖類の為甘く、バナナのような食感とカスタードクリームのような味がする。
パンノキ1本から毎シーズン450ポンド (200 kg)が収穫できる。通常、1年の特定の時期の収量がとりわけ多いため、収穫した実の加工が課題となる。伝統的な保存技術には、穴を掘って内壁を葉でおおい、皮をむいて洗ったパンの実を詰めて葉をかぶせると土でおおい、数週間かけて発酵させる方法がある。酸味と粘り気のあるペーストに加工すると、1年以上も保存に耐え、一部では同じ穴を20年以上も発酵用に使い続けたとされる。発酵させたパンの実をマッシュするとマール、マ、マシ、フロ、ブウィル (mahr, ma, masi, furo, bwiru) など、さまざまな名前がつく。
パンの実は調理して食べられ、さらに他のさまざまな食品の素材になる。よく作る加工食品は調理済みのパンの実または発酵させたマッシュにココナッツミルクを混ぜたバナナの葉の包み焼きである。実をまるごと直火で焼いてから中心にくぼみを掘り、ココナッツミルクと砂糖、バター、調理済みの肉、他の果物などを詰めてからさらに加熱し、具の風味を果肉に浸透させた物もある。

#### 東南アジアおよび太平洋諸島
パンノキはブルネイ、インドネシアおよびマレーシアに自生し sukun と呼ばれる実は通常、揚げ物にしてスナックとして屋台で販売される。
フィリピンには関連の深い Artocarpus camansi および固有種の Artocarpus blancoi（tipolo または antipolo）もある。調理法は3種のすべてと密に関連するジャックフルーツとほぼ同じで、一般に香辛料をきかせた料理にする。未熟な実の料理で一般によく作るのはセブ語で ginataang rimas と呼ぶココナッツミルク煮である。
ハワイで「ポイ」poiと呼ぶ主食はタロイモをマッシュする伝統的な調理法のほか、つぶしたパンの実で置き換えたり添加する場合がある。「パンの実入りのポイ」はポイオキナまたはウル poi ʻ ulu と呼ばれる。

#### 南アジア
スリランカでココナッツミルクとスパイスで調理したカレーを作りおかずにするほか、煮て食する。よく食べる主食はゆでたパンの実で、多くの場合、「ココナッツサンボル」（そぎ切り）か、すりおろしたココナッツの実と、ライムジュースに赤唐辛子粉と塩少々を混ぜた調味料で味付けする。「ラタ・デル・ペティ」というスナックはパンの実の薄切りを日に干してからココナッツオイルで揚げ、熱した糖蜜または砂糖シロップに浸して作る。インドではパンの実のフリッターは沿岸のカルナータカ州およびケーララ州の郷土料理であり、セイシェルでは昔から主食の米の代わりに主菜に添えて食べてきた。調理法により煮ると friyapen bwi、焼くと friyapen griye と呼び分けて消費する。主菜を薪で調理するとき火の中にパンの実を皮付きのまま入れ、焼きあがったら取り出す。またデザートの ladob friyapen は砂糖入りのココナッツミルクで煮てバニラビーンズとシナモン、塩1つまみで調味する。南インドのケーララ州と沿岸のカルナータカ州、なかでも栽培地のマンガロール周辺でよく作っている。

#### カリブ海およびラテンアメリカ
ベリーズに住むマヤ族の人々は「マサパン」と呼び、プエルトリコでは「パナペン」略して「パナ」と呼ばれ、一部の内陸地域で「マペン」ともいう。「パナ」はパンの実にオリーブオイルでソテーした「バタラオ」（タラの塩漬け）とタマネギとを加えて煮る。またトストーネス tostones あるいはモフォンゴ mofongo という料理も供される。人気のデザートは熟したパンの実で作るフラン・デ・パナ flan de pana（パンの実のカスタード）で、ドミニカ共和国での呼び名はおいしいパンを意味する「ブエン・パン」。朝食に塩漬け肉と一緒に煮たパンの実をマッシュし、バターを加えた「クク」を出すのはバルバドスである。通常、スパイスをきかせた肉料理と一緒に供する。ジャマイカのパンの実料理はスープ煮か、鉄板焼きもしくはオーブン焼きあるいは炭火焼きにする。通常、国民食のアキーや魚の塩干と一緒に食べる。熟した実はサラダにしたり、揚げておかずとして添える。

### 乳液
樹木を傷つけると出てくるゴム質の乳液の用途は多く、皮膚病の治療、ボートのコーキング、接着剤の用途で使われるほか、ハワイでは鳥を捕まえるのにも利用される。

## 文化の要素
カロリン諸島のプルワット環礁では伝承の神聖な「イタン」の文脈において、パンノキ（「poi」）は知識を語る存在である。この伝承は戦争、魔法や会合、航海術や「パンの実」の5つに分類される。
神話学によるとハワイの宗教に現れるパンノキは戦争神クー Kū の犠牲から生じたという。クーは農民として密かに人里で生きようとを決めたのちに結婚し、子どもを授かり家族ができる。幸せな家族の暮らしを島に広まった飢きんが襲い、クーは飢えに苦しむ子どもたちの姿を見るのに耐えられなくなると、妻にきっと自分が飢えから救い出すと約束する。ただし、そのためには家族を捨てなければならないと告げられても妻は仕方なく同意するほかはなく、妻がわかったと言ったとたん、クーの体は地中に沈み始め、とうとう頭のてっぺんしか見えなくなる。家族は最後にクーがいた場所で夜も昼もなく待ち、流した涙で地面を濡らし続けると、突然、クーが立っていた場所に小さな緑の芽が吹く。芽はすくすくと育つと、たちまち立派な木に育ち、たわわに結んだ実をクーの家族も隣人も感謝して食べ、飢えから救われて大いに喜んだ。
太平洋全域に広く分布するパンノキだが、多くの交雑種や栽培種は無核（種なし）か、もしくは生物学的に遠隔地に自然に分散はできない。したがって先史時代に人間が太平洋、特に太平洋諸島に植民した集団がパンノキの分布域拡大をもたらしたことは明らかである。太平洋全域の人間の移動のパターンを調査する研究者たちは西から東への人口移動説を立て、パンノキの交雑種と栽培種の分子年代を測定して人類学的データと照合したところ、メラネシアのラピタ人がポリネシアの多数の島々へ渡ったとする仮説を裏付ける結果を得たという。
植物学者のダイアン・ラゴンは20年以上にわたり太平洋の50の島々を調査し、パンノキの世界最大の標本園を作り上げた。マウイ島（ハワイ州）の人里離れた東海岸にハナという集落があり、その郊外の面積10-エーカー (40,000 m2) の用地に集めてある。

## 分根
パンノキの繁殖は主に種子に頼るが、無核の種類は木の表面の根から成長する蘖 (ひこばえ) を移植する分根を行う。根を故意に傷つけて人為的に成長を促進した蘖を切り取って鉢植えにするか、直接、地面に植える。剪定も成長を誘発する。挿し木は土壌、泥炭と砂を混ぜたビニール袋に入れ、液体肥料で水分を与えながら日陰に置く。根が生えると果樹園に植える時期まで、日当たりのよい場所で育てる。
大量の繁殖には根切りが向き、太さ2インチ (5.1 cm) で長さ9インチ (23 cm) のものを使う。根が成長するまで長いと5か月かかり、若木は高さ2フィート (61 cm) に育つと定植の時期を迎える。